# Cold Feet
Cold Feet är en amerikansk film från 1989 i regi av Robert Dornhelm. 

## Handling
Tre tjuvar är på rymmen efter ett rån, snart börjar maktkampen inom gruppen.

## Rollista
- Keith Carradine – Monte Latham
- Sally Kirkland – Maureen
- Tom Waits – Kenny
- Bill Pullman – Buck Latham
- Rip Torn – sheriff
- Kathleen York – Laura Latham
- Macon McCalman – affärsägare
- Bob Mendelsohn – flygplanspassagerare
- Vincent Schiavelli – veterinär
- Amber Bauer – Rosemary
- Coby Turner – lärare
- Mark Phelan – gränskontrollant
- Pete Clark – Bob
- Gary D. Rodgers – Duane
- Shaun Lee Case – butiksanställd
- Iris R. Burchett – sekreterare
- Thomas McGuane – cowboy i baren
- Joe Bourque – flygbolagstjänsteman
- Bob Bohn – flygplatsanställd
- Chuck Woolery – sig själv
- Jeff Bridges – bartender (ej krediterad)

## Om filmen
Filmen är inspelad i Bisbee, Arizona, Livingston, Montana och Naco, Arizona. Den hade världspremiär i USA den 19 maj 1989.

## Utmärkelser
- 1991 – Romy – Bästa foto, Karl Kofler